# Joan Vilatobà i Fígols
Joan Vilatobà i Fígols (15 de noviembre de 1878-1954) fue un fotógrafo español, que impulsó el estilo pictorialista en Cataluña. También fue pintor y profesor.
Nació en el seno de una familia culta, en 1898 realizó un viaje a Francia y Alemania y estuvo viviendo en Toulouse y París; al regresar en 1891 abrió un estudio fotográfico en Sabadell ganándose fama de buen retratista. Por su estudios pasaron diferentes aprendices, entre ellos Rafael Molins Marcet.
A principios del siglo XX recibió varios premios por sus fotografías de corte pictorialista que consistían en escenificaciones planificadas en línea con lo que algunos autores definen como pictorialismo victoriano de raíz bíblica y mitológica. Además utilizaba las técnicas propias de ese movimiento: bromóleo, goma bicromatada o impresión al carbono.
En 1919 realizó una exposición en el Círculo de Bellas Artes de Madrid y el año siguiente en las Galerías Layetanas de Barcelona defendiendo la fotografía como arte. Ese mismo año publicó en la revista Lux un artículo titulado «A los detractores de la fotografía», en el que defendía la concepción artística de la misma mediante el uso de las técnicas pictorialistas.
A partir de 1931 se dedicó a dar clases en la Escuela industrial de Sabadell y también a la pintura de la que existen obras en algunos museos.